# Мацкевич, Анна Григорьевна
Анна Григорьевна Мацкевич — советский хозяйственный и политический деятель.

## Биография
Родилась в 1946 году. Член КПСС.
Окончила Гродненский индустриальный техникум.
В 1964—1972 гг. — аппаратчица, в 1972—2001 гг. — старшая аппаратчица Гродненского химического комбината имени С. О. Притыцкого Министерства химической промышленности СССР / открытого акционерного общества «Гродно Азот».
Избиралась депутатом Верховного Совета СССР 9-го созыва. Делегат XXVI съезда КПСС.
Жила в Гродно.

## Награды
- Орден Ленина (1974)
- Орден Трудового Красного Знамени (1981)